# Kabelabzweiger

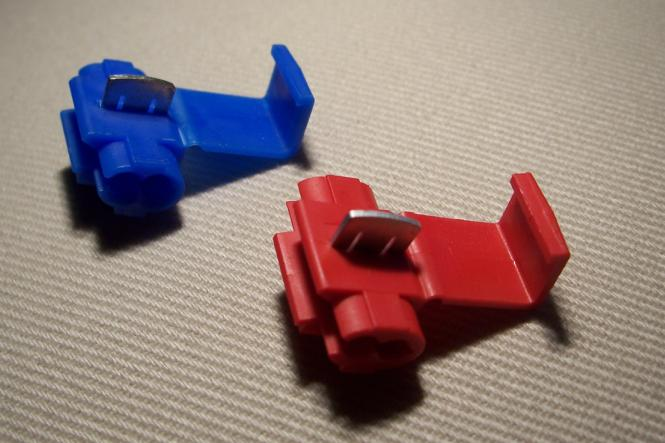
Kabelabzweiger für verschiedene
Kabelquerschnitte

Ein Kabelabzweiger oder Leitungsverteiler (umgangssprachlich auch Stromdieb) ist ein
Verbinder in Schneidklemmtechnik, der es ermöglicht, von einem
durchgehenden Kabel ohne Auftrennen des Stromkreises ein weiteres Kabel
abzweigen zu lassen. Kabelabzweiger gibt es als T-Verbinder (Abgang eines
Kabels) oder als X-Verbinder (Verbinden zweier durchgehender Kabel).
Einsatzgebiete finden sich in der Kfz-Technik für nachgerüstete
Elektrogeräte, aber auch in Schaltschränken für temporäre Verbindungen.
Wegen der geringen Leitungsquerschnitte innerhalb der Verbinder und weil sie Leitungsadern von Litzen durchtrennen können, sind sie weder für höhere Ströme noch für dauerhafte Verbindungen geeignet.